# Communauté de communes Jura Nord
La communauté de communes Jura Nord est une communauté de communes française située dans le département du Jura, en Franche-Comté, dans la région administrative Bourgogne-Franche-Comté.

## Histoire
La communauté de communes Jura Nord a été créée le 1er janvier 1995. Elle comptait alors plus de 8 000 habitants d'après le recensement de 2000, répartis en 3 500 foyers environ.
Le 1er janvier 2017, les communes d'Offlanges, Montmirey-le-Château, Montmirey-la-Ville, Mutigney, Dammartin-Marpain, Brans et Thervay, issues de la communauté de communes Nord-Ouest Jura rejoignent la communauté de communes.
Le 1er janvier 2019, le nombre de communes passe de 33 à 32 à la suite de l'intégration du Petit-Mercey dans la commune de Dampierre.

## Administration
| Période | Période  | Identité        | Étiquette | Qualité                                                                               |
| ------- | -------- | --------------- | --------- | ------------------------------------------------------------------------------------- |
| 1999    | 2014     | Denis Jeunet    | PS        | Conseiller général, Conseiller municipal d'Orchamps                                   |
| 2014    | En cours | Gérôme Fassenet | LR        | Maire de Louvatange (jusqu'en 2024), Président du Conseil départemental (depuis 2024) |

## Composition
La communauté de communes est composée des 32 communes suivantes :

| Nom                  | Code Insee | Gentilé       | Superficie (km2) | Population (dernière pop. légale) | Densité (hab./km2) |
| -------------------- | ---------- | ------------- | ---------------- | --------------------------------- | ------------------ |
| Dampierre (siège)    | 39190      | Dampierrois   | 9,48             | 1 316 (2022)                      | 139                |
| La Barre             | 39039      | Barriens      | 3,31             | 247 (2022)                        | 75                 |
| Brans                | 39074      | Brantés       | 8,77             | 199 (2022)                        | 23                 |
| La Bretenière        | 39076      |               | 1,63             | 215 (2022)                        | 132                |
| Courtefontaine       | 39172      |               | 13,64            | 260 (2022)                        | 19                 |
| Dammartin-Marpain    | 39188      |               | 11,32            | 343 (2022)                        | 30                 |
| Étrepigney           | 39218      |               | 15,6             | 432 (2022)                        | 28                 |
| Évans                | 39219      | Évanais       | 9,87             | 658 (2022)                        | 67                 |
| Fraisans             | 39235      | Fraisanois    | 16,9             | 1 170 (2022)                      | 69                 |
| Gendrey              | 39246      | Gendreyens    | 13,9             | 438 (2022)                        | 32                 |
| Louvatange           | 39302      | Louvatangeais | 3,31             | 110 (2022)                        | 33                 |
| Monteplain           | 39352      | Monteplinois  | 1,68             | 148 (2022)                        | 88                 |
| Montmirey-la-Ville   | 39360      | Mireymontois  | 3,93             | 170 (2022)                        | 43                 |
| Montmirey-le-Château | 39361      | Mireymontois  | 8,02             | 197 (2022)                        | 25                 |
| Mutigney             | 39377      | Mustigniens   | 8                | 175 (2022)                        | 22                 |
| Offlanges            | 39392      | Offlangeois   | 8,73             | 194 (2022)                        | 22                 |
| Orchamps             | 39396      | Orchampois    | 9,92             | 1 048 (2022)                      | 106                |
| Ougney               | 39398      |               | 7,08             | 419 (2022)                        | 59                 |
| Our                  | 39400      |               | 13,86            | 148 (2022)                        | 11                 |
| Pagney               | 39402      | Pagnoulots    | 5,99             | 385 (2022)                        | 64                 |
| Plumont              | 39430      | Plumontois    | 12,1             | 105 (2022)                        | 8,7                |
| Ranchot              | 39451      |               | 6,91             | 507 (2022)                        | 73                 |
| Rans                 | 39452      | Rantiers      | 6,14             | 529 (2022)                        | 86                 |
| Romain               | 39464      |               | 6,07             | 237 (2022)                        | 39                 |
| Rouffange            | 39469      |               | 2,87             | 120 (2022)                        | 42                 |
| Salans               | 39498      |               | 6,88             | 654 (2022)                        | 95                 |
| Saligney             | 39499      |               | 7,98             | 189 (2022)                        | 24                 |
| Sermange             | 39513      | Sermangers    | 7,07             | 236 (2022)                        | 33                 |
| Serre-les-Moulières  | 39514      |               | 5,67             | 186 (2022)                        | 33                 |
| Taxenne              | 39527      | Tassenois     | 3,84             | 125 (2022)                        | 33                 |
| Thervay              | 39528      | Trevadiers    | 15,75            | 389 (2022)                        | 25                 |
| Vitreux              | 39581      | Vitrouillers  | 7,85             | 255 (2022)                        | 32                 |

Elle recouvre les anciens cantons de Dampierre et de Gendrey, à l'exception des communes d'Auxange et de Malange.

## Logos

Ancien logo (-2022).